# Alexandre Cropanese
Alexandre Cropanese (* 18. Oktober 1993 in Bastia) ist ein französischer Fußballspieler.

## Karriere
Cropanese wuchs auf der zu Frankreich gehörenden Insel Korsika auf und spielte während seiner Jugend bei einem dort angesiedelten Verein namens EF Bastia. Der Profiklub HSC Montpellier lockte ihn auf das französische Festland und bei diesem schaffte der meist im offensiven Mittelfeld eingesetzte Akteur 2011 den Sprung in die zweite Mannschaft. Für diese stand er regelmäßig in der fünften Liga auf dem Platz, auch wenn er keine Chance auf ein Aufrücken ins Erstligateam erhielt. Angesichts dessen kehrte er dem französischen Meister von 2012 den Rücken, als er im Juli 2013 ein Angebot vom in die zweithöchste Spielklasse aufgestiegenen CA Bastia erhielt.
Nach dem Wechsel zu Bastia, der für ihn die Rückkehr in die Heimat bedeutete, gelang Cropanese am 4. August 2013 sein Zweitliga- und damit zugleich sein Profidebüt, als er bei einer 0:1-Niederlage gegen den RC Lens am ersten Spieltag in der 77. Minute eingewechselt wurde. Fortan wurde der bei seinem Debüt 19-Jährige im Kampf gegen den Abstieg regelmäßig aufgeboten, auch wenn er keinen festen Platz in der Stammelf erhielt. Am Saisonende musste er jedoch den Sturz in die Drittklassigkeit hinnehmen, woraufhin er den Korsen den Rücken kehrte und zum Drittligisten Red Star Paris wechselte.
Bei Red Star spielte er in der ersten Mannschaft keine Rolle und kam in der Hinrunde seiner ersten Saison nicht über eine einzige bestrittene Partie hinaus. Vor diesem Hintergrund kehrte er dem Klub im Januar 2015 wieder den Rücken und unterschrieb beim Viertligisten AS Beauvais. Dort nahm er einen Stammplatz ein, entschied sich in der darauffolgenden Sommerpause jedoch für einen erneuten Vereinswechsel und schloss sich dem drittklassigen Klub VF Les Herbiers an.